# Colori e simboli del Calcio Foggia 1920
Qui di seguito sono riportati i simboli del Calcio Foggia 1920, società calcistica italiana con sede a Foggia.

## La maglia

### L'origine
Dopo il bianconero ed il rosa ed il bianco delle prime formazioni del luogo, i colori del Foggia vennero scelti dai fratelli Tiberini insieme a Peppino Comei intorno al 1911, e furono il rosso ed il nero, perché i Tiberini erano tifosi milanisti,, oltre allo stesso motivo per cui il fondatore del Milan, Herbert Kilpin, scelse quei colori, cioè per rappresentare il fuoco dei diavoli (rosso) e la paura degli avversari nell'affrontarli (nero).

### L'evoluzione

#### Anni venti

Il Foggia nel 1923

Il club si affiliò alla FIGC il 31 maggio del 1922, e per le prime amichevoli la maglia è rossonera a cinque strisce con un laccetto intrecciato ed un pantaloncino bianco, ed i giocatori del Foggia indossano tutti un cappello. La maglia del capitano, Alessandro Sarti, ha il simbolo della città, le tre fiammelle.
Per la Prima Divisione 1923-1924 le strisce nella maglia rossonera si ridussero a tre, il laccetto venne sostituito da un bottone, mentre il pantaloncino rimane bianco, in contrasto con le calze nere.
Dalla stagione 1925-1926 fece ritorno il laccetto, e le calze nere vennero leggermente modificate, aggiungendo inserti rossi.
In questa stagione venne introdotta la seconda maglia, bianca con una striscia orizzontale rosso-nera.
Per il campionato 1927-1928 oltre alla maglia rossonera, venne aggiunta una maglia nera con il fascio littorio, simbolo del fascismo.

#### Anni trenta e quaranta

Il Foggia nella stagione 1932-1933

Per la Prima Divisione 1931-1932 la maglia è proposta in due varianti, entrambe hanno il collo a V, ma una ha tre strisce, e l'altra cinque. I pantaloncini rimangono bianchi ed i calzettoni neri con inserti rossi.
La maglia rimane sempre uguale, anche nella stagione successiva, quando come seconda maglia venne usata un'altra grigia con una striscia orizzontale rosso-nera.
Per il campionato 1942-1943, la seconda maglia divenne interamente grigia con collo a V. Come sempre il pantaloncino rimane bianco, mentre i calzettoni divennero grigi.
Dopo numerosi anni, la prima maglia cambiò per la stagione 1945-1946, dove la maglia rimase sempre a tre righe, ma due nere, ed una rossa centrale.
Nel campionato 1948-1949 la maglia cambiò nuovamente, ed era fatta a collo tondo, da due grandi strisce verticali, una rossa ed una nera, colorate come le maniche. La seconda maglia è grigia con una banda orizzontale rossonera, e venne introdotta per la prima volta una terza divisa verde con collo a V e banda orizzontale rossonera.

#### Anni cinquanta

Giuseppe Bortolotti con la seconda maglia, nella stagione 1955-1956

Nella stagione 1954-1955, con la discesa del Foggia in IV Serie, la prima casacca tornò come qualche anno prima, a collo tondo nero, a tre strisce, una centrale rossa e due nere, con un pantaloncino sempre bianco, ed i calzettoni a strisce rosse e nere. La seconda invece è bianca, con collo a V rosso.
Per la stagione successiva, la 1955-1956 la prima maglia rimase uguale, mentre cambiò solo la seconda, dove venne aggiunta una striscia orizzontale rosso-nera ad altezza del petto, ed in alcune varianti appena sotto il collo. Inoltre venne introdotto il pantaloncino grigio.

#### Anni sessanta
Con l'inizio degli anni sessanta, nella stagione 1959-1960, ci furono pochi cambiamenti, come l'introduzione di una variante della seconda maglia, con tre righe orizzontali, due nere ed una rossa, e per la prima volta fu utilizzato il pantaloncino di colore nero.
Nel campionato successivo il Foggia tornò ad utilizzare la maglia a cinque strisce, tre nere e due rosse, mentre la seconda maglia rimase sempre quella bianca con una striscia orizzontale rosso-nera.
Tuttavia, già a partire dall'annata 1962-1963, la seconda continuò a cambiare molte volte. Infatti, oltre alla solita maglia bianca con una striscia orizzontale rosso-nera, si alternarono altre maglie da trasferta come una bianca con una banda diagonale rosso-nera con pantaloncini neri, o casacche più semplici, come quella bianca con colletto e bordo maniche richiamanti i colori sociali del Foggia e pantaloncini bianchi, oppure una interamente grigia con pantaloncini bianchi e calzettoni rosso-neri.

Ambrogio Valadè nel 1967

Per il campionato 1963-1964 la prima maglia cambia, e le strisce divennero ben dodici, sei nere e sei rosse, ma talvolta questa divisa venne alternata con quella delle annate precedenti.
Altri cambiamenti nella maglia avvennero durante la stagione 1966-1967, dove il Foggia presentò ancora due varianti della prima maglia. La prima variante aveva undici strisce, cinque nere e sei rosse, mentre la seconda ne aveva quattro, due nere e due rosse.

#### Anni settanta
Nell'anno della seconda promozione in A, il campionato 1969-1970, il Foggia modifica ancora una volta la sua maglia, portandola a dieci strisce, cinque rosse e cinque nere, mentre il colletto divenne nero ed a V. Dopo anni di assenza il Foggia tornò a giocare con i pantaloncini bianchi.
Per la Serie B 1972-1973, la maglia tornò a dodici strisce, sei rosse e sei nere, mentre il collo a V fu più tondeggiante, ed il pantaloncino tornò ad essere nero.
Con un'altra promozione in A, il Foggia per la stagione 1973-1974 cambiò ancora la sua divisa, portandola a dieci strisce, cinque rosse e cinque nere; mentre la maglia da trasferta divenne interamente bianca con il colletto tondo rosso e nero.
Nel campionato 1975-1976 il Foggia tornò ad utilizzare la divisa a cinque strisce, tre nere e due rosse.
Per la stagione successiva cambiò solo la seconda maglia, tutta bianca, ma con un colletto a girocollo rosso-nero.

#### Anni ottanta

La seconda maglia per la stagione 82-83

Ancora, per il campionato 1979-1980, a cambiare è la seconda maglia, bianca con un colletto ed inserti rosso-neri sulle spalle.
Con l'introduzione degli sponsor tecnici, nella stagione 1980-1981, la NR rivisita completamente la maglia rossonera. Il colletto, a V, è di colore rosso, mentre la maglia è a tre strisce, una più grande centrale rossa, e due nere. I pantaloncini ed i calzettoni tornarono ad essere bianchi. La seconda maglia venne ulteriormente modificata, infatti gli inserti rosso-neri dell'anno precedente coprirono anche le maniche, oltre che le spalle.
Un ulteriore passo è stato fatto per la Serie B 1981-1982, quando comparve per la prima volta sulla maglia del Foggia uno sponsor, ovvero Pasta Tamma. In quell'anno vi furono due varianti: la prima a sette strisce (tre nere e quattro rosse), la seconda era uguale a quella dell'anno precedente.
Tra le varie versioni presentate in quelle annate, a prevalere fu quella a tre strisce, utilizzata anche per il campionato 1982-1983, ma con qualche modifica, come quella dei calzettoni che divennero neri. La divisa da trasferta fu simile a quella utilizzata all'inizio degli anni ottanta: bianca con una banda rosso-nera sulle spalle, ma con l'aggiunta di una piccola striscia nera al di sotto della banda.
Per il campionato di Serie C1 1983-1984 il Foggia cambia nuovamente la maglia, dividendola in cinque strisce, tre nere e due rosse più grandi. I pantaloncini rimangono ancora bianchi, e non cambiano neanche i calzettoni, sempre neri.
Per la stagione 1987-1988 il Foggia allarga le strisce nere, più strette nelle annate precedenti, mentre viene creata una seconda maglia piuttosto innovativa. Infatti è su campo bianco con alcune strisce rosse e nere.
L'anno successivo, quello della promozione in B, le strisce diventano sette, quattro nere e tre rosse, i calzettoni tornano bianchi, ma la principale novità è quella della comparsa, per la prima volta, del logo del Foggia sul petto dei giocatori.

#### Anni novanta

La seconda maglia della stagione 1990-1991

Per la stagione 1990-1991, la prima maglia continuò ad essere uguale, mentre cambiò solo il pantaloncino, tornato nero. Invece la seconda divisa è bianca con delle linee ondulate rosse e nere.
Con il ritorno in A del Foggia venne disegnata una nuova maglia dal nuovo sponsor tecnico, la Admiral, a sette strisce (tre nere e quattro rosse), mentre venne aggiunta una fascia rossa nei calzettoni neri.
L'Adidas divenne sponsor tecnico del Foggia nel campionato 1993-1994, creando una prima maglia a cinque strisce (due rosse più larghe e tre nere).
Nel campionato di Serie A 1994-1995 il Foggia usa una maglia a sette strisce, dove le quattro nere sono notevolmente più piccole rispetto alle tre rosse, mentre la seconda e terza maglia sono rispettivamente bianca e gialla con disegni romboidali rossi e neri sulle spalle.
L'unica novità nella stagione 1995-1996, fu l'uso di magliette con nome e numero personalizzati.
La maglia a sette strisce continua ad esserci anche con il ritorno dello sponsor tecnico NR, nell'annata 1996-1997.
Anche nel campionato 1997-1998, con lo sponsor tecnico Robe di Kappa, il Foggia continuò ad utilizzare la maglia a sette strisce, ma con un colletto a V rosso. La terza maglia fu verde con piccole strisce bianche, ed una banda nera a sinistra.

#### Anni duemila
Per la stagione 1999-2000, anche con lo sponsor tecnico Cinghiale, venne utilizzata sempre la maglia a sette strisce.
Le novità arrivarono per il campionato 2000-2001, dove si festeggiavano gli 80 anni del Foggia. La prima maglia fu sempre la stessa, mentre in alcune occasioni venne indossata una maglia celebrativa con il colletto con il laccetto, una striscia rossa centrale e due nere, lo stemma della città di Foggia sul petto, ed il logo dell'ottantennale sulla manica.
Nell'annata 2002-2003 la prima maglia è a tre strisce, una rossa centrale e due nere laterali, mentre la seconda è bianca con inserti rossi e neri sui lati della maglia e sulle maniche, che continuano nei pantaloncini.
Con il ritorno in C1, la Garman inverte la maglia dell'anno precedente, facendola rimanere a tre strisce, ma una nera centrale e due rosse laterali.
La Onze invece, per la stagione 2005-2006 disegna la maglia basandosi sulle prime divise indossate dai rossoneri, ed infatti è a quindici strisce (sette nere ed otto rosse).
Nel campionato 2006-2007 la Legea è il nuovo sponsor tecnico del Foggia, e realizza una maglia a sei strisce, tre rosse e tre nere, con una banda nera sulle spalle, ed il simbolo della provincia di Foggia sul petto, oltre al logo societario.
La prima maglia della stagione 2007-2008 è uguale a quella del 2006, infatti è a quindici strisce. Cambia solo lo stemma sociale, ora racchiuso in un triangolo.
Simile è la maglia 2008-2009, a undici strisce, sei nere e cinque rosse, con una banda rossa e nera sulle spalle.

#### Anni duemiladieci
Anche la prima maglia del campionato 2009-2010 è simile alle altre: è a dodici strisce, sei nere e sei rosse, e sempre con la banda rossa e nera sulle spalle. Inoltre comparve il logo del novantennale sul petto.
Con il ritorno di Zdeněk Zeman sulla panchina rossonera, nella stagione 2010-2011, lo sponsor tecnico divenne Mass, che ridisegnò la maglia del Foggia. La maglia è a cinque strisce, tre rosse e due nere, mentre sia i lati che le maniche sono nere. La seconda divisa è bianca con inserti neri sulle maniche e sui lati, mentre la terza è rossa, e similmente alla seconda, possiede inserti bianchi sulle maniche e sui lati.
In occasione della partita Foggia-Cavese, venne indossata una maglietta celebrativa per il novantennale, con lo stemma societario simile al primo del Foggia e la maglia divisa in dieci strisce, cinque rosse e altrettante nere.

### Prima divisa
| 1966-67 | 1968-69 | 1970-71 | 1972-73 | 1973-74 | 1975-76 | 1977-78 | 1984-85 | 1986-87 | 1988-89 |
| 1989-90 | 1990-91 | 1991-92 | 1992-93 | 1994-95 | 1997-98 | 1998-99 | 2007-08 | 2009-10 | 2010-11 |
| 2011-12 | 2012-13 | 2013-14 | 2014-15 | 2015-16 | 2016-17 | 2017-18 | 2018-19 | 2019-20 | 2020-21 |
| 2021-22 | 2022-23 |         |         |         |         |         |         |         |         |

### Seconda divisa
| 1981-82 | 1988-89 | 1989-90 | 1990-91 | 1991-92 | 1993-94 | 1994-95 | 2003-04 | 2008-09 | 2009-10 |
| 2010-11 | 2011-12 | 2012-13 | 2013-14 | 2014-15 | 2015-16 | 2016-17 | 2017-18 | 2018-19 | 2019-20 |
| 2020-21 | 2021-22 | 2022-23 |         |         |         |         |         |         |         |

### Terza divisa
| 2010-11 | 2011-12 | 2015-16 | 2016-17 | 2017-18 | 2018-19 | 2019-20 | 2020-21 | 2021-22 | 2022-23 |

## Lo stemma
Nella sua storia il Foggia ha avuto più simboli, come le tre fiammelle sull'acqua, simbolo della città di Foggia, gli stessi colori sociali, ma soprattutto il diavolo, adottato già dalla sua fondazione, ma comparso nello stemma del Foggia solamente nel 1990. Grazie al diavolo, simbolo anche del Milan, i giocatori del Foggia, di notorietà inferiore rispetto alla società lombarda, vengono chiamati "satanelli".
Dalla sua fondazione nel 1920, fino al 1974, il logo del Foggia fu uno stemma a strisce rosse e nere, con in alto a destra le tre fiammelle sull'acqua, e venne usato in due varianti, la prima variante, che va dal 1920 al 1928, vede quello stemma con la dicitura S.C. FOGGIA, mentre la seconda variante, che va dal 1928 al 1974, ha lo stemma con la dicitura U.S. FOGGIA.
Tra la fine degli anni settanta e l'inizio degli ottanta nello stemma del Foggia comparvero solo i colori sociali. Infatti, dal 1974 al 1984 lo stemma foggiano era rappresentato da tre strisce verticali, due rosse esterne ed una nera centrale, sormontata dalla scritta U.S. FOGGIA.
Le tre fiammelle sull'acqua tornarono nel logo che il Foggia adottò dal 1984 al 1990, rappresentate in una maniera più stilizzata su un campo grigio.
Dal 1990 fino al 2007 il logo del Foggia era di forma circolare, ed al suo interno erano presenti due diavoli, uno rosso ed uno nero, che controllavano un pallone con i piedi.
Dal 2007 il precedente logo è stato leggermente modificato: infatti i due diavoli sono entrati in uno stemma triangolare, richiamante i colori rosso e nero, in mezzo alle scritte U.S. FOGGIA e 1920.
Il 17 marzo 2011, in occasione del 150º anniversario dell'Unità d'Italia, oltre al rosso ed al nero, nello stemma si sono aggiunti il verde, il bianco ed il rosso, colori della bandiera italiana. Dal luglio del 2011 lo stemma è tornato rotondo, seppur con qualche lieve modifica.
Il simbolo societario del Foggia Calcio dal 2012 al 2015 era composto da uno scudo dal bordo nero diviso in due da un nastro anch'esso nero, sul quale è impresso il nome della società; nella sezione superiore campeggiano le strisce rossonere mentre nella sezione inferiore le tre fiammelle, elemento che contraddistingue anche lo stemma comunale di Foggia, che stanno a ricordare l'apparizione della patrona della città, la Madonna dei sette veli, apparsa a due pastori proprio fra tre fiammelle affioranti in un laghetto. 
Il 7 luglio 2015, dando seguito alle richieste dei tifosi, la curatela fallimentare del tribunale di Foggia ha concesso alla rifondata società lo storico marchio dei Satanelli disegnato da Savino Russo, che quindi è ritornato ad essere lo stemma ufficiale, seppure con lievi modifiche grafiche: le linee dei diavoli sono state semplificate e le figure sono state racchiuse in un cerchio bordato di rosso e nero, senza epigrafi L'ulteriore ripartenza societaria sopraggiunta nel 2019 non ha comportato significative variazioni: il logo dei Satanelli è stato infatti prontamente concesso in uso al nuovo corso amministrativo.
Nel maggio 2019 due studi grafici foggiani RMservices e Jrstudio hanno realizzato e donato alla città un logo e una maglia speciali per celebrare il centenario di fondazione del Foggia: il logo viene usato per tutta la stagione 20/21.
Il 7 agosto 2021, viene presentato il nuovo logo della società, disegnato da uno studio grafico foggiano  per colmare la mancanza d'acquisto dei Satanelli.
Il 9 giugno 2022 viene comunicato il ritorno dello storico simbolo dei Satanelli, grazie alla cessione di Massimo Mozer.

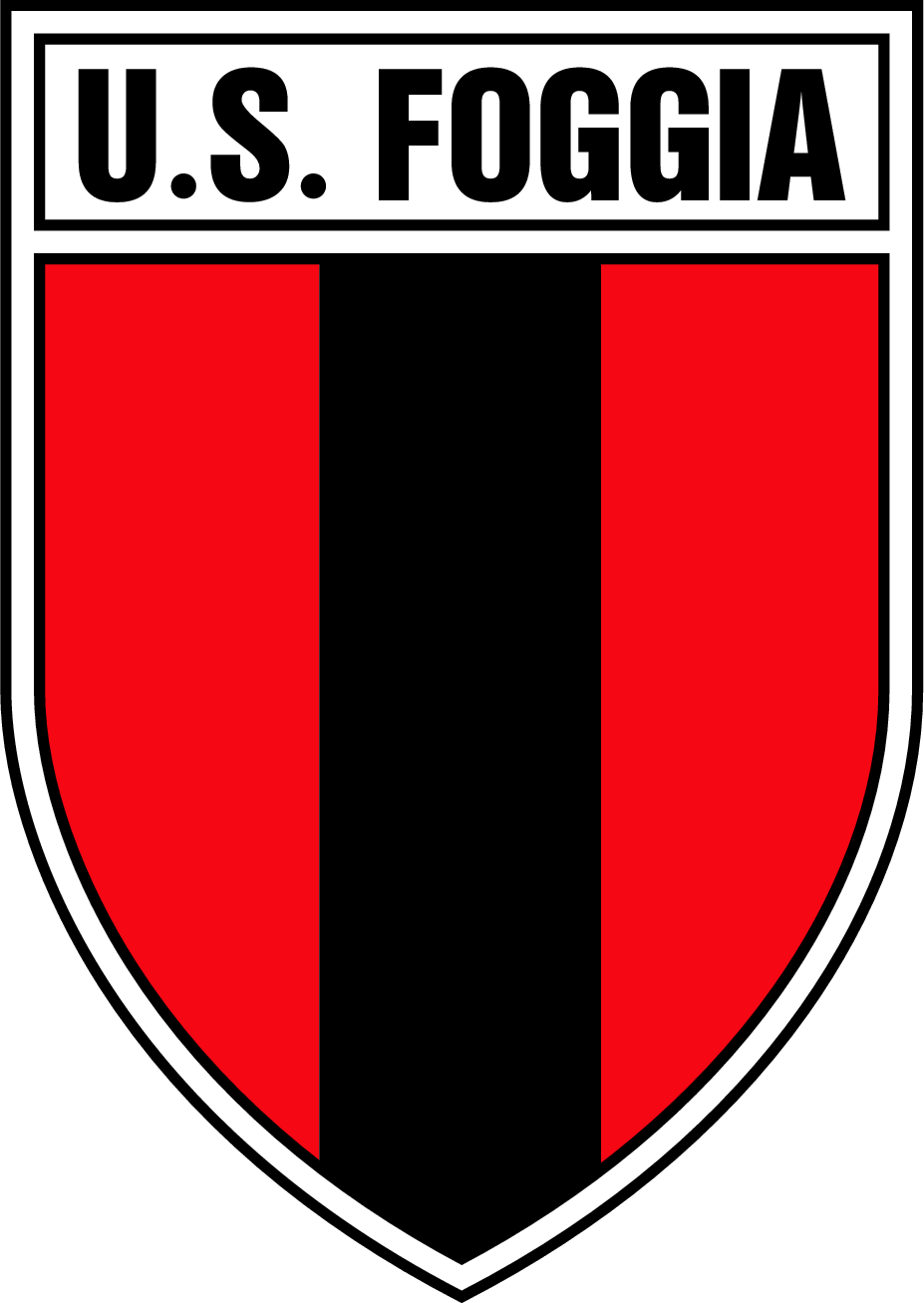
Lo stemma utilizzato dal 1974 al 1984
Lo stemma utilizzato dal 1990 al 2007
Lo stemma utilizzato dal 2007 al 2011
Lo stemma utilizzato in occasione del 150º anniversario dell'Unità d'Italia
Lo stemma utilizzato dal 2011 al 2012
Lo stemma utilizzato dal 2012 al 2015
Lo stemma utilizzato dal 2015 al 2017
Lo stemma utilizzato dal 2017 al 2021 e in uso dal 2022
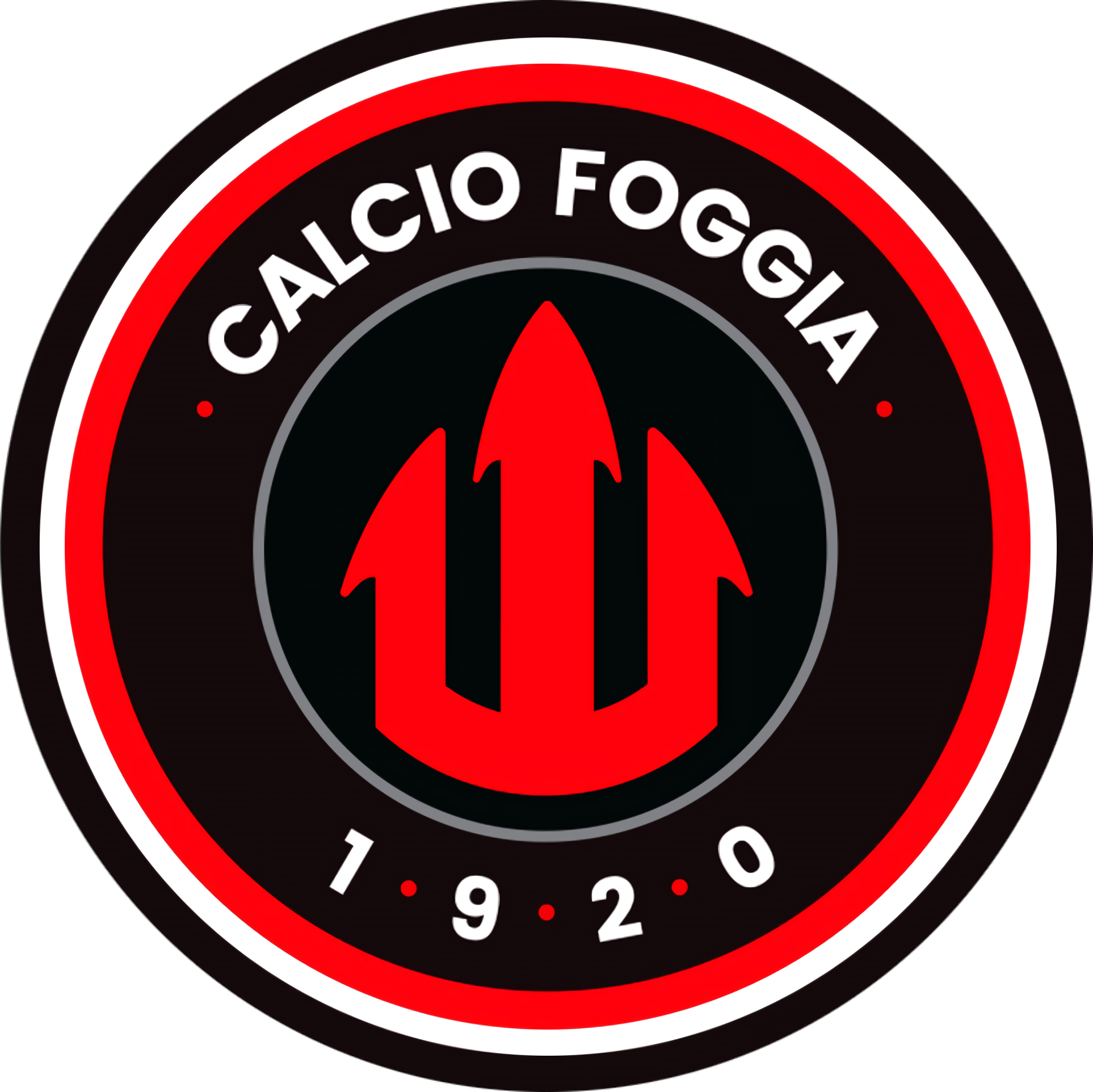
Lo stemma utilizzato nella stagione 2021-2022

## Gli inni
L'inno ufficiale del Foggia, Cuore Rossonero, nasce nel 1989, scritto da Lucio Di Gianni con le musiche di Massimo Marsico.
È tornato con il ritorno di Casillo nella società foggiana, mentre dal 2007 fino al 2010 è stato sostituito da C'è solo il Foggia scritto e cantato dal comico foggiano Pino Campagna.
Il primo inno del Foggia, senza nome, è stato creato dai tifosi foggiani nel 1930, ed era cantato da questi ultimi allo stadio per incitare i giocatori. Successivamente nel 1963, con la promozione in A del Foggia, il musicista foggiano Ottavio De Stefano compose il nuovo inno Forza Foggia Cha! Cha! Cha!. Con un'altra promozione del Foggia in A del 1976 la Rock Band della Taverna del Gufo scrisse un nuovo inno chiamato Forza Foggia e durato fino al 1989.
Con la nascita del Foggia Calcio, l'inno della squadra è "Il Foggia", cantato dal duo comico foggiano Pio e Amedeo, sul testo del cantautore foggiano Massimiliano D'Apollo. Il brano fece il suo debutto allo stadio nel dicembre 2014, cantato nell'intervallo della partita contro il Barletta proprio dalle due "Iene".